# Piazza della Repubblica (Florenz)

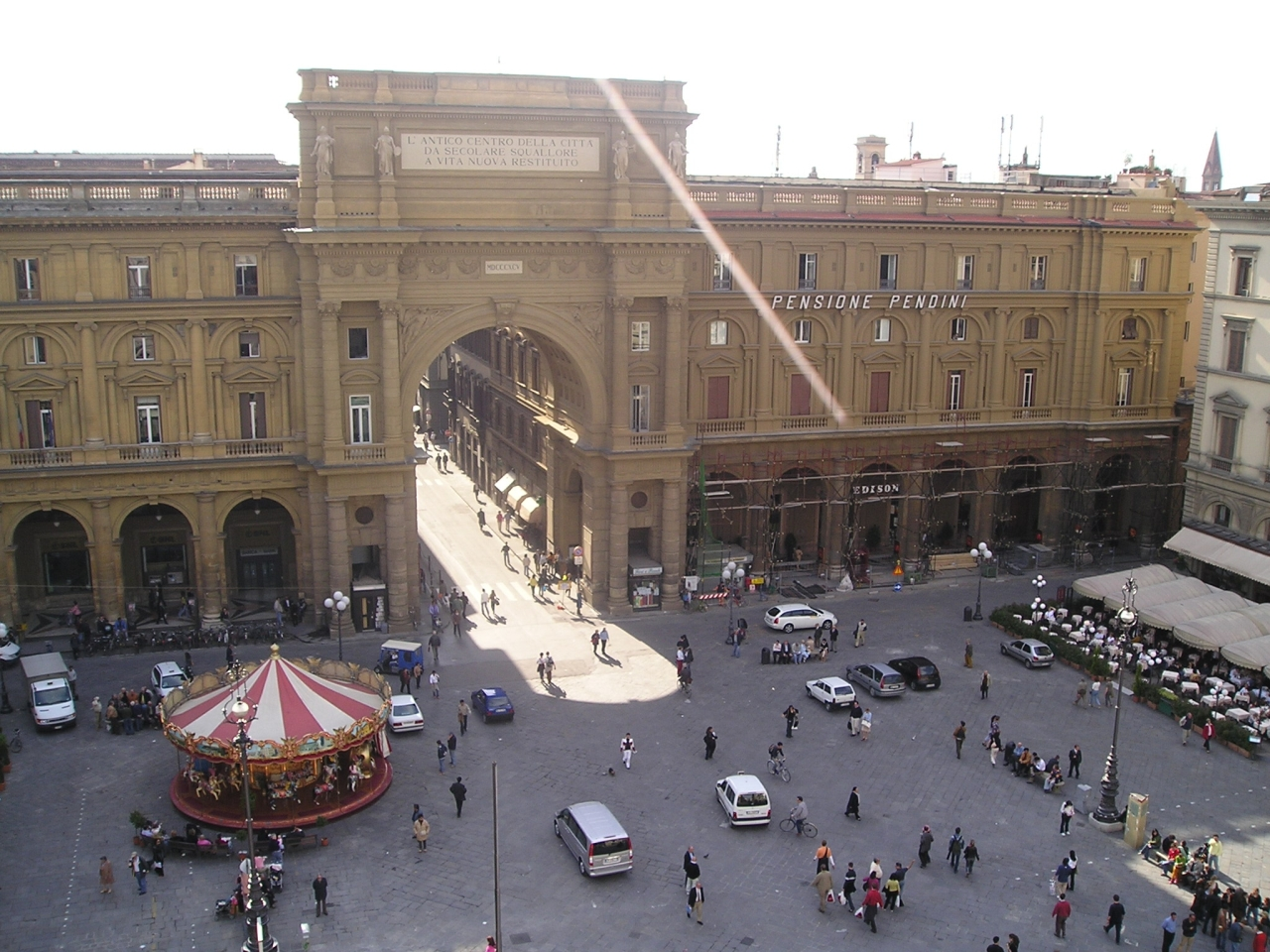
Piazza mit Arcone

Die Piazza della Repubblica in Florenz ist ein im historischen Zentrum der Stadt gelegener, rechtwinkeliger Platz im Ausmaß von etwa 75 × 100 Meter, der als typisches Beispiel der städtebaulichen „Sanierungsanstrengungen“ der kurzen Hauptstadtperiode zwischen 1865 und 1871 und der darauf folgenden Gründerzeit gilt.

## Geschichte
Hier befand sich schon in römischer Zeit das Stadtzentrum, der Treffpunkt der Achsen Cardo (heute via Roma, via Calimala und via Por Santa Maria), sowie Decumanus, heute Via del Corso, Via degli Speziali und Via degli Strozzi. Im Mittelalter befanden sich hier die Piazza del Mercato Vecchio und das Ghetto.
Der Mercato Vecchio war ein niedriges, langgestrecktes Gebäude. Hier siedelte Herzog Cosimo I. im 16. Jahrhundert die Juden der Stadt an. Es gab im Ghetto eine italienische und eine spanische oder levantinische Synagoge. Im Umfeld gab es auch zahlreiche kleinere Kirchen. Geblieben ist von diesem mittelalterlichen Ambiente nur die Colonna della Dovizia oder Colonna dell’Abbondanza, die als „Nabel der Stadt“ gilt.
Ab 1865 kam es nämlich zu einer „Sanierung“ des Viertels nach französischem Vorbild im Geiste von Georges-Eugène Haussmann. Der Schwerpunkt der Umgestaltung lag im Jahrzehnt 1885 bis 1895. Eine Reihe bedeutender historischer Gebäude wurde während dieser Schlüsselperiode der neueren Geschichte von Florenz geopfert.
Auf der Ostseite des Platzes befindet sich das berühmte Literatencafé Caffè Le Giubbe Rosse.

## Die „Sanierung“
Mittelalterliche Türme, Kirchen, Adelspalais usw. mussten damals den urbanistischen Modernisierungsanstrengungen weichen. 1890 wurde ein Reiterstandbild von Vittorio Emmanuele II. enthüllt, nach dem der neu geschaffene Platz ursprünglich benannt war (es wurde später allerdings transferiert). Die umliegenden Bauten, im Stil des Historismus errichtet, stammen von Modearchitekten der Zeit wie Vincenzo Micheli, Luigi Buonamici, Giuseppe Boccini. In der Folge wurde die Piazza mit ihren repräsentativen Hotels, Cafés wie dem Caffè Paszkowski, Warenhäusern und anderen modernen Einrichtungen zu einem beliebten Treffpunkt der bürgerlichen Kreise der Stadt. Ein Triumphbogen, „Arcone“ genannt (Architekt Micheli) verweist mit seiner Inschrift stolz auf das von vielen betrauerte Sanierungswerk:
L'ANTICO CENTRO DELLA CITTÀ
DA SECOLARE SQUALLORE
A VITA NUOVA RESTITUITO
(in etwa: DAS ALTE STADTZENTRUM / NACH JAHRHUNDERTEN DES ELENDS / ZU NEUEM LEBEN ERWECKT. Der Ausdruck squallore ist ein stark negativer, erweckt Assoziationen mit Dunkelheit und Schmutz).
An der Spitze des Bogens befanden sich bis 1904 drei allegorische Frauengestalten, die Italien, die Kunst und die Wissenschaft symbolisieren sollten.

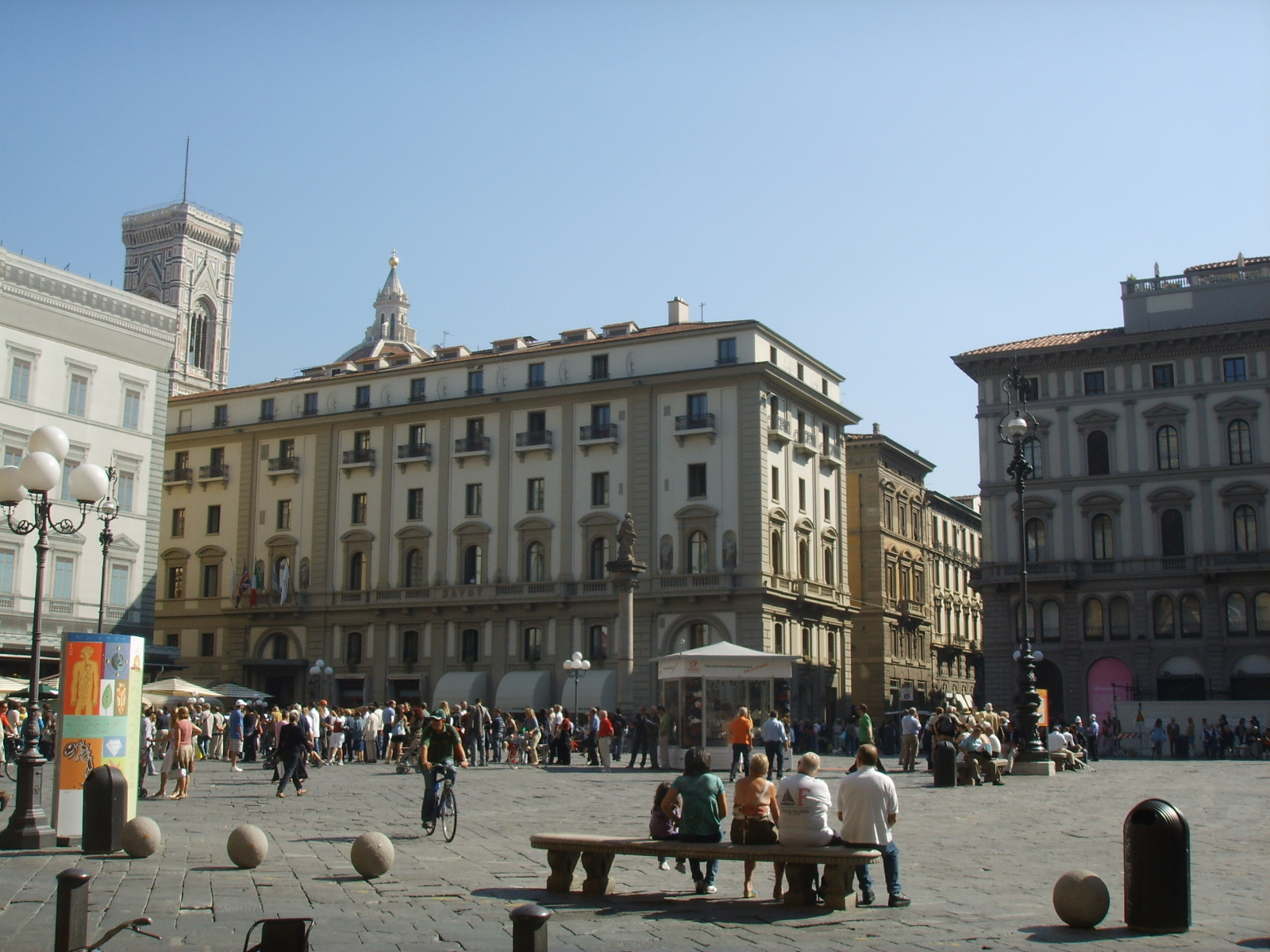
Piazza della Repubblica, 2007
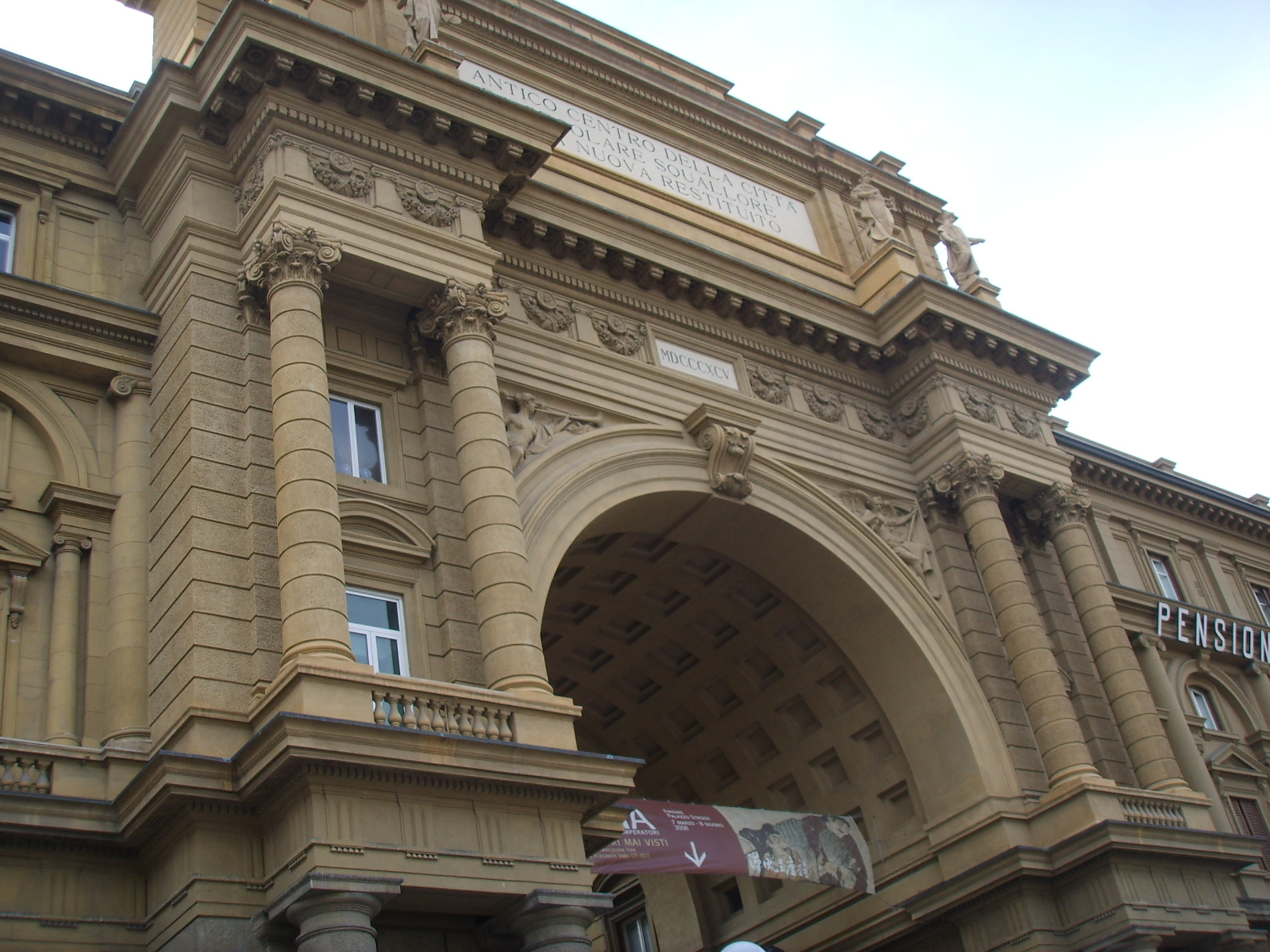
Arcone
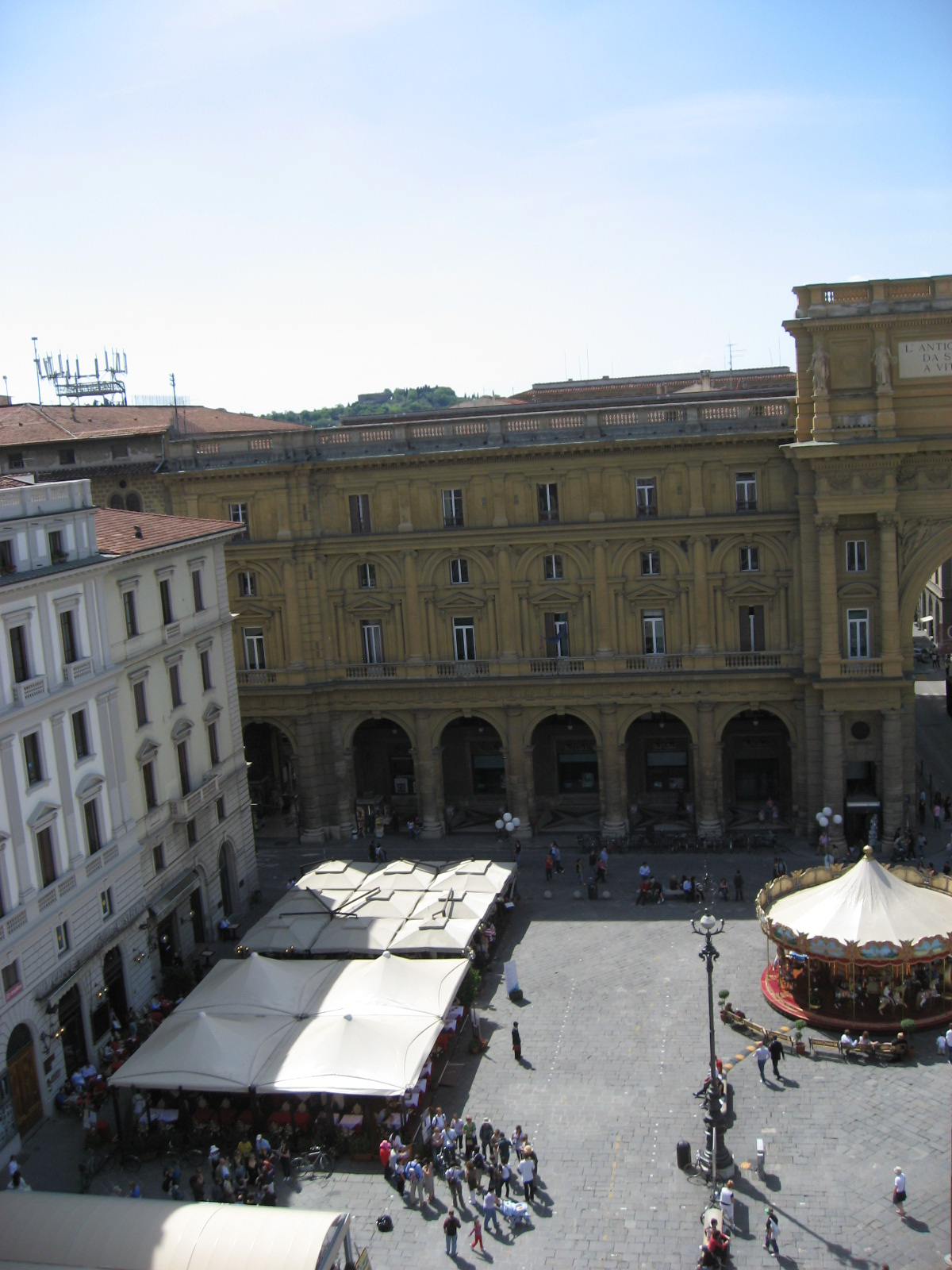
Scorcio
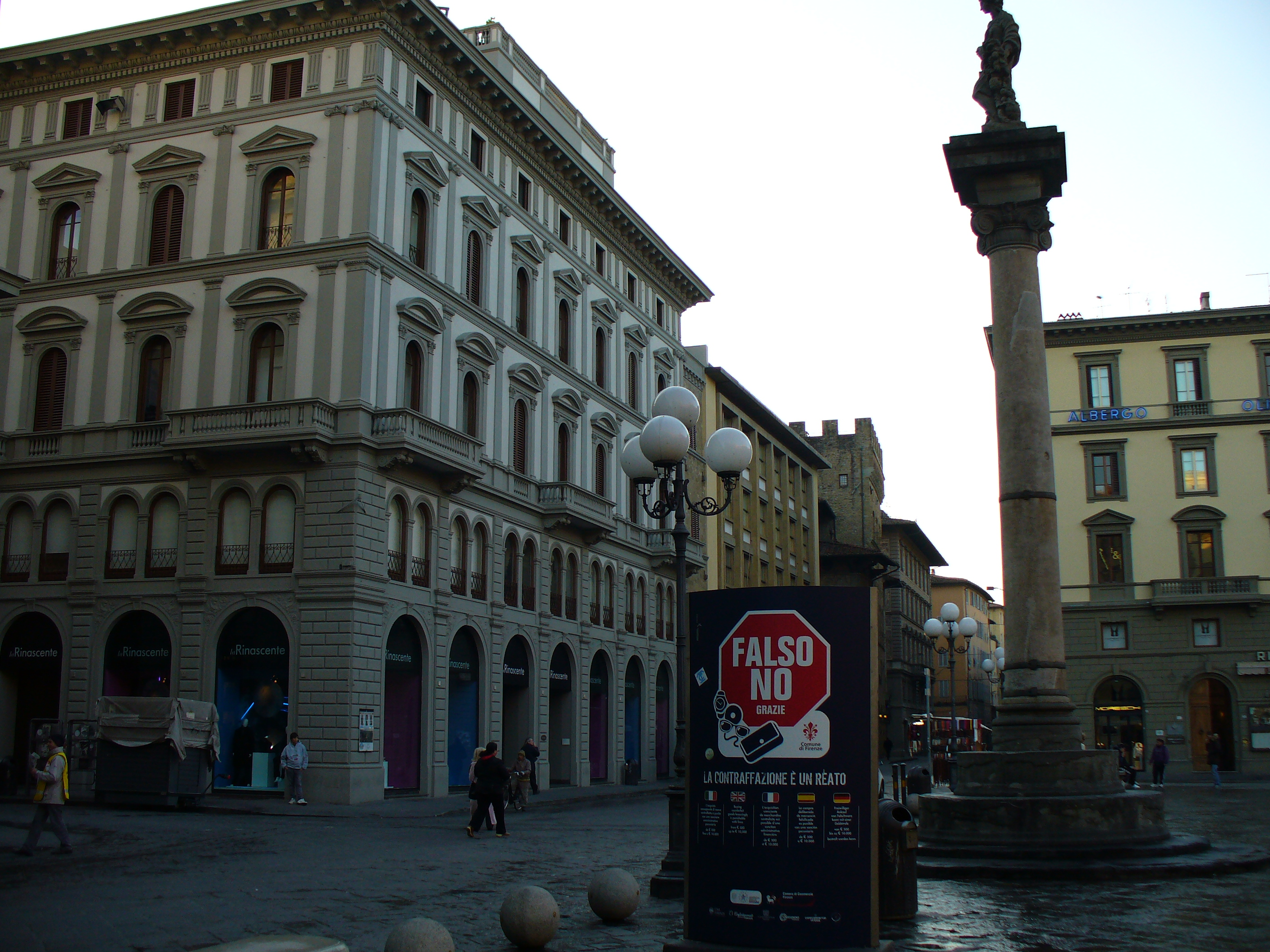
Gebäude
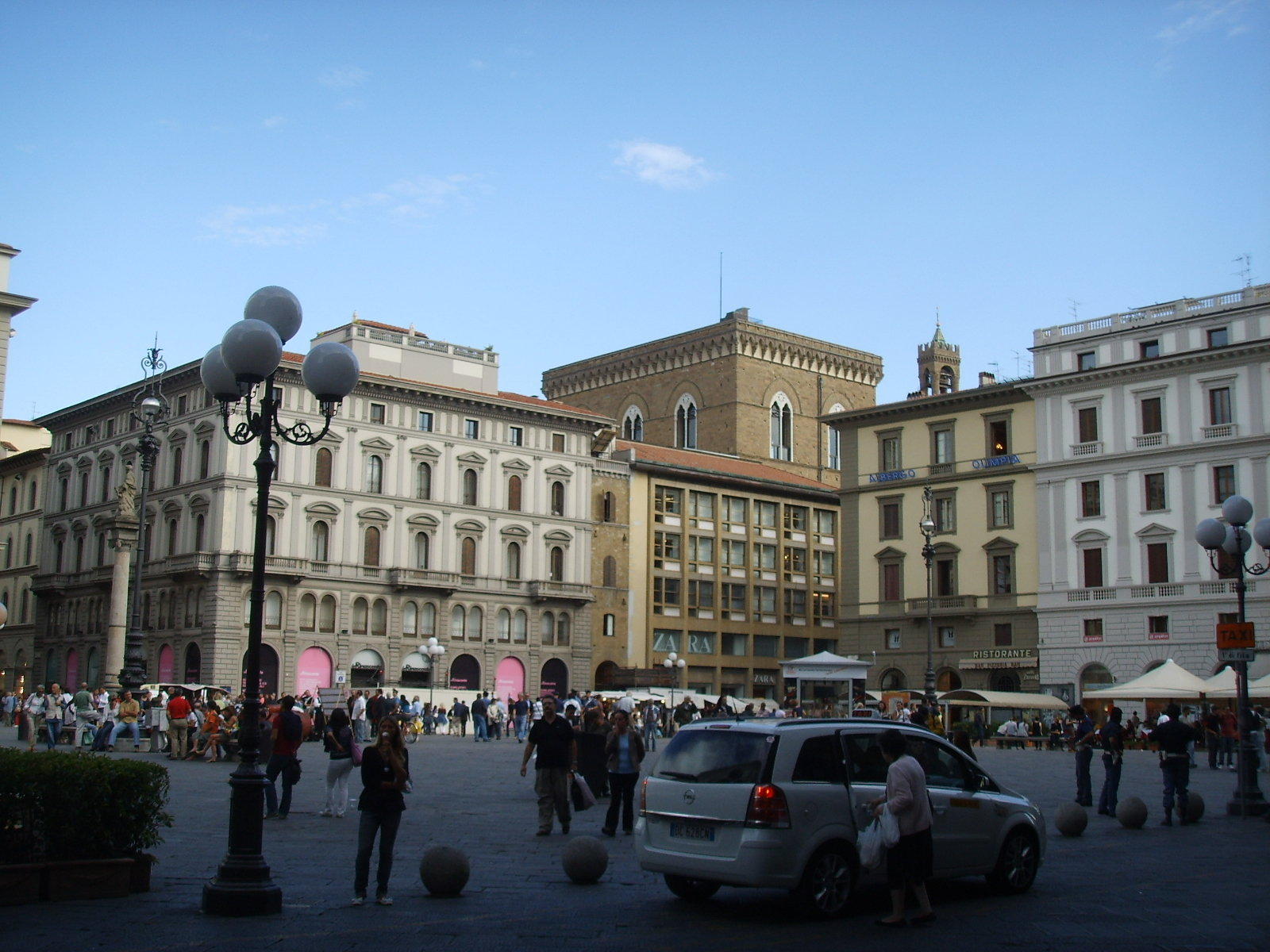
La piazza mit Orsanmichele
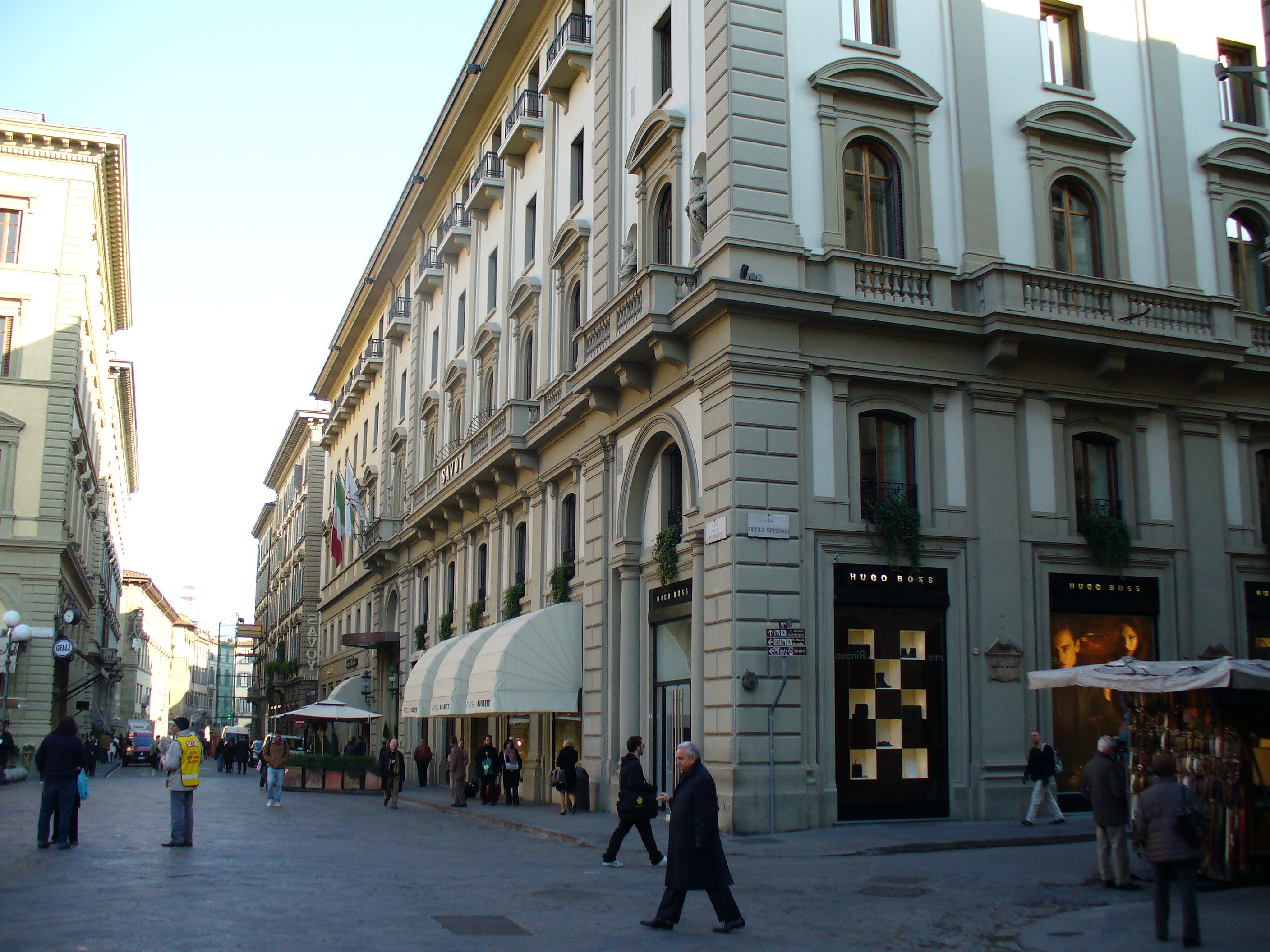
La piazza mit Via Roma
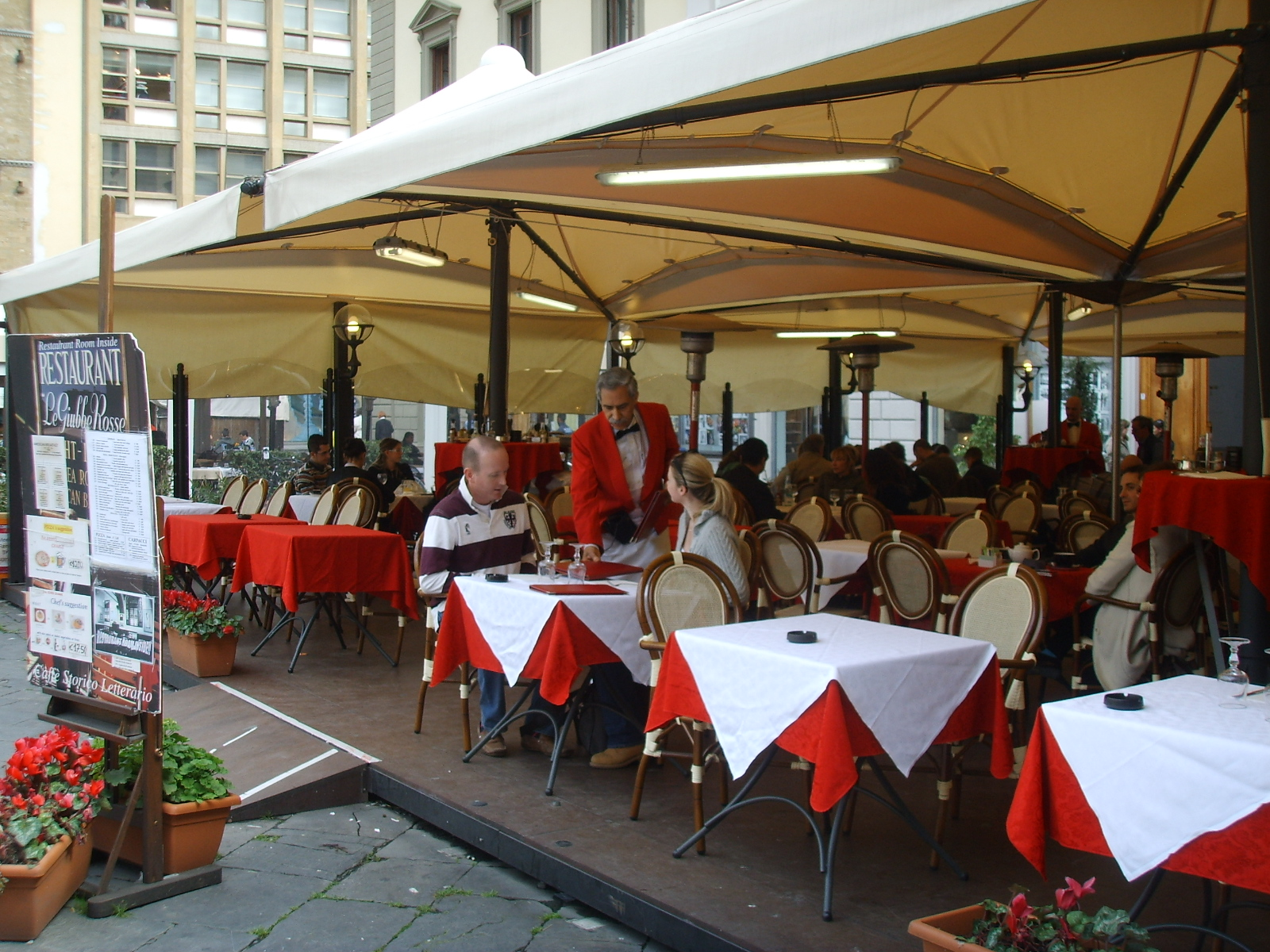
Giubbe rosse

Historische Fotos

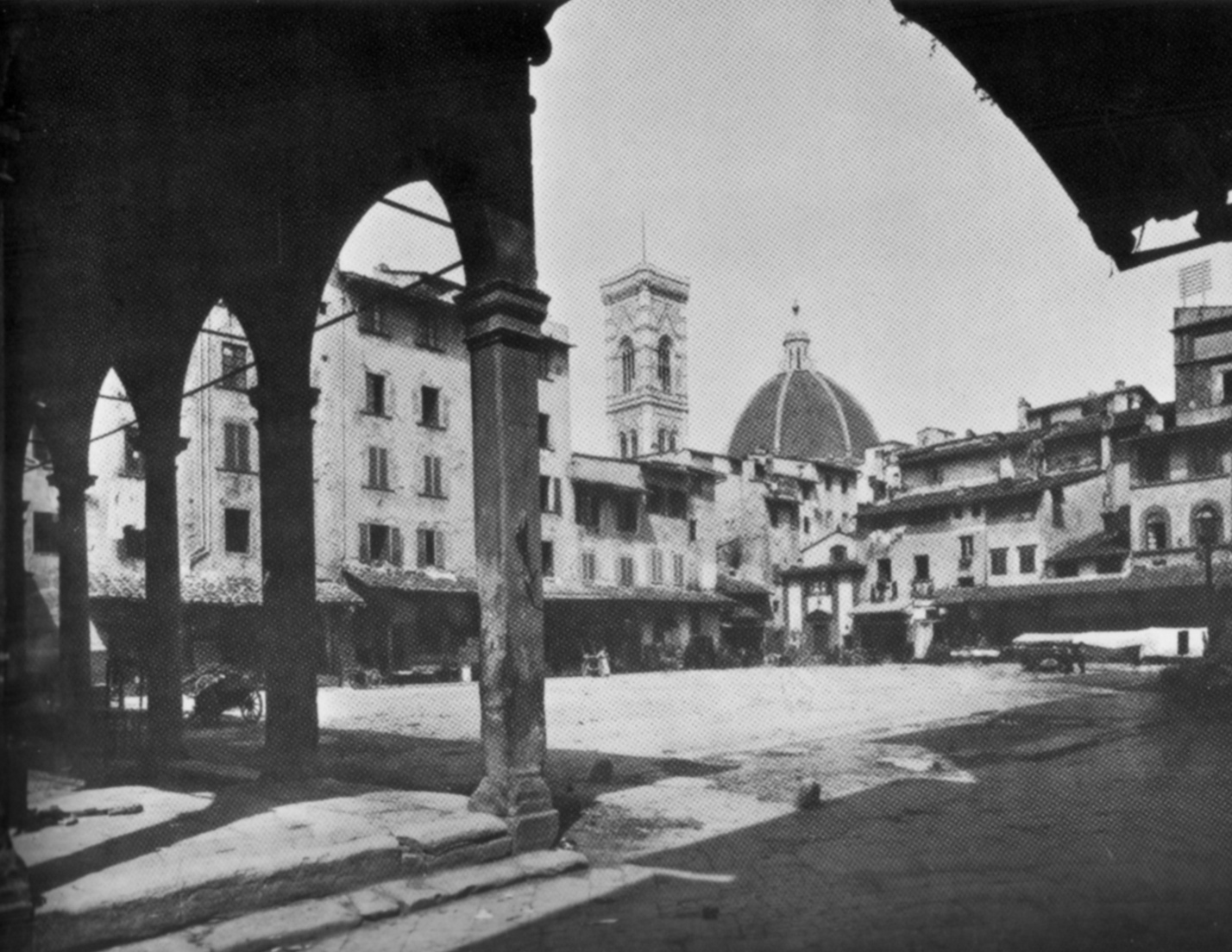
Piazza del Mercato Vecchio, um 1888
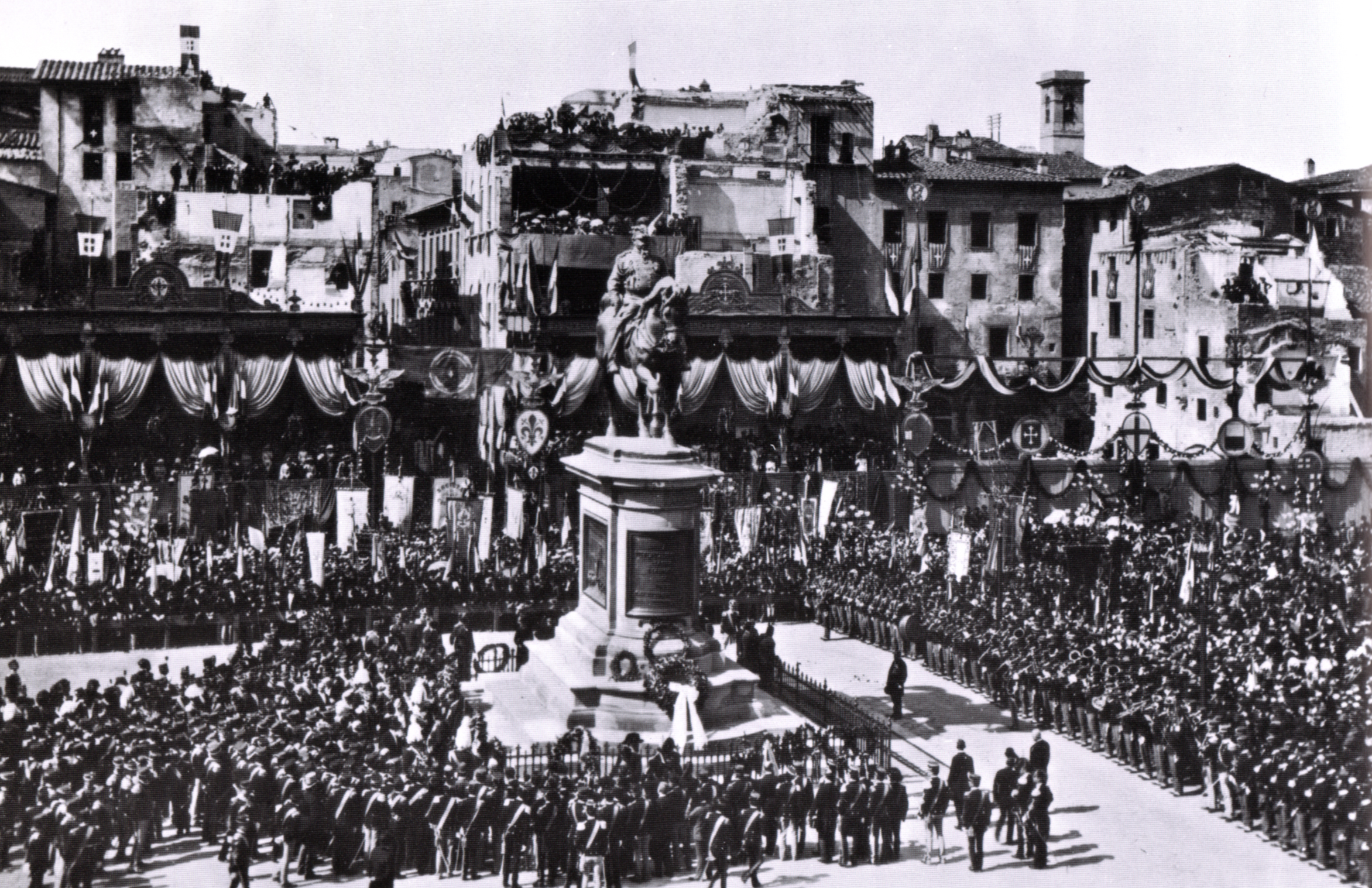
Einweihung des Monuments für Vittorio Emanuele II, 20. September 1890
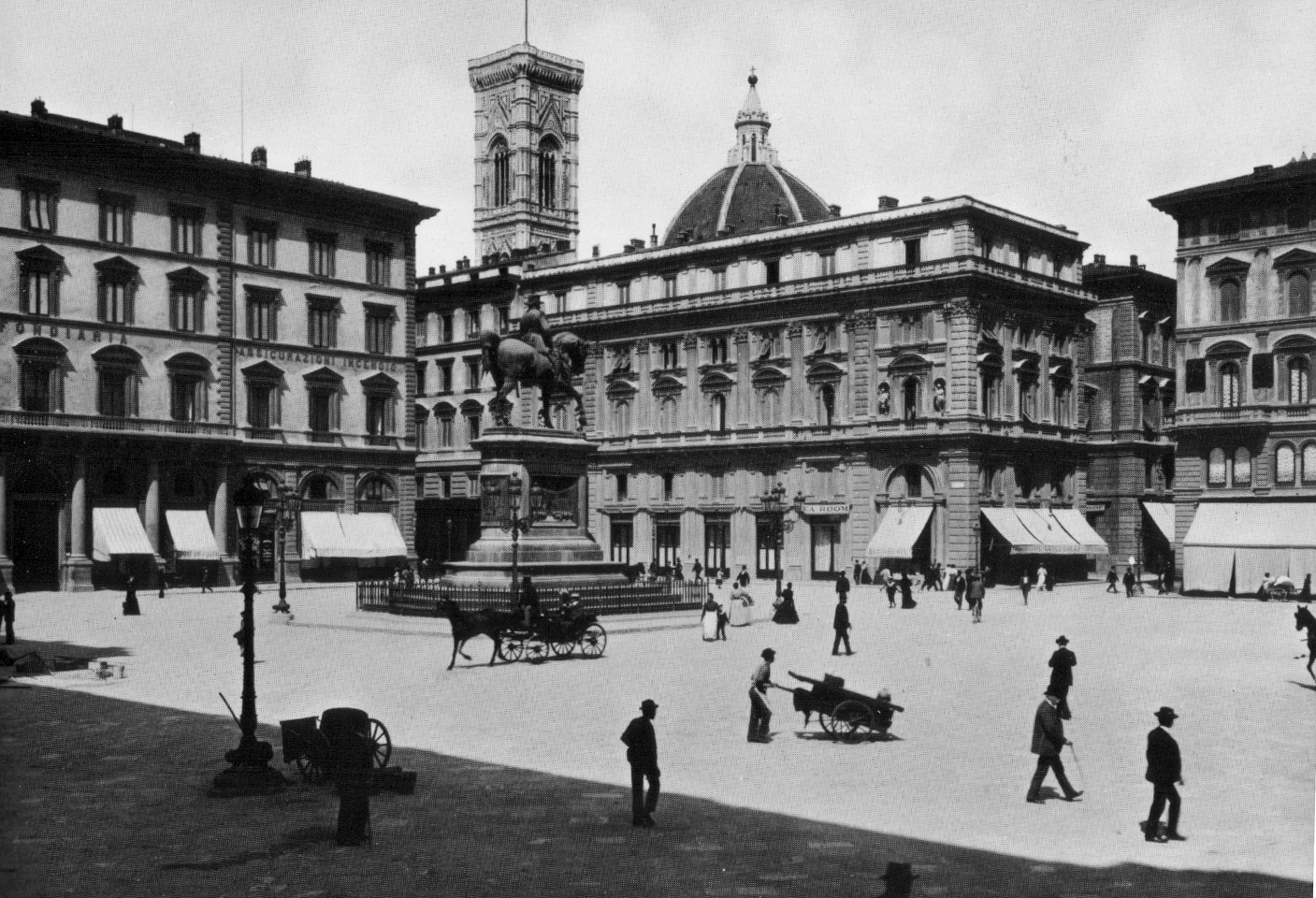
Piazza Vittorio Emanuele II, um 1896